# Psammophis lineatus
Psammophis lineatus är en ormart som beskrevs av Duméril, Bibron och Duméril 1854. Psammophis lineatus ingår i släktet Psammophis och familjen snokar. Inga underarter finns listade i Catalogue of Life.
Arten förekommer i stora delar av Afrika söder om Sahara. Honor lägger ägg.